# Etiopiens historie
Etiopiens historie strækker sig fra de ældste tider, fra menneskehedens oprindelse, for millioner af år tilbage, men fragmentarisk går historisk tid tilbage i 3000 år. Fra 100-tallet e.Kr. kom Etiopien for alvor ind i historien. Egyptere havde fulgt Nilen til Etiopien på jagt efter rigdomme som guld og slaver. Etiopien blev tidligere kaldt for Abessinia, men det ældste historiske navn var fortsat Etiopien eller Æthiopia, fra græsk aith-, "mørkt" eller "brændt", og -ops, "ansikt". Etiopierne blev omtalt af Herodot, Klaudios Ptolemaios, og Plinius den Ældre, og landet blev omtalt som et hjem for en gammel civilisation og hvor guderne skaffede sig visdom. Denne mytologiske beskrivelse omfattede dog mere end kun Etiopien, men beskrev alt land syd for Egypten, hovedsagelig Nubien og de nubiske riger, som lå syd for det, som i dag er det nordlige Sudan. Oldtidens grækere og romere havde diplomatiske forbindelser med Etiopien. Arabiske handelsmænd sejlede over Det Røde Hav til kysten af Etiopien og grundlagde handelsstationer her omkring 1.000 f.Kr.
Abessiniens gamle sagn redegør for livlige forbindelser med semitter i de ældste tider. Det gamle dynasti i Sjoa blev anset for at nedstamme fra Menelik, en påstået søn af kong Salomon og Makeda, dronningen af Saba, og blev således stamfader for det kejserlige det salomonske dynasti. Hvad, som synes sikkert, er, at sabæerne i Yemen udvandrede til Abessinien og sabeisk blev landets skriftsprog til etiopisk blev indført med kristendommen, som kom en gang efter 330 e.Kr. med missionærerne Frumentius og Aedesius og snart spredte sig over hele landet.
Etiopien er det eneste land i Afrika ved siden af Liberia, som aldrig har været under kolonistyre. Fra 1936 til 1941 var landet okkuperet af Kongeriget Italien, men etiopierne formåede sammen med britiske tropper at besejre Italien. Landet var et kejserdømme frem til 1974 da den sidste kejser, Haile Selassie, blev styrtet. Landet blev der efter styret som et kommunistisk diktatur. Eritrea i nord rev sig løs og blev selvstændigt fra Etiopien i 1993 efter 30 år med guerillakrig.

## Forhistorie
Mennesker og tidlige hominider har boet i nutidens Etiopien i flere millioner år. Dette er kendt ved, at de ældste fossiler fra hominider er fundet i Etiopien. Man har fundet tidlige hominider på flere steder i Etiopien. Det mest kendte er skelettet af Lucy, som blev fundet i Awashdalen i den nordøstlige region Afar i 1974. Det er anset som verdens næst ældste, men det mest komplette og bedst bevarede, fossil af en voksen Australopithecus. Lucys taksonomiske navn, Australopithecus afarensis, betyder "sydlige abe fra Afar" og henviser til den etiopiske region, hvor fundet blev gjort. Det er beregnet, at Lucy levede for omkring 3,2 millioner år siden.
Der er også blevet fundet flere andre fossiler i landet, blandt andre en anden tidlig hominid, Ardipithicus ramidus (Ardi). Østafrika, og særlig den generelle området Etiopien, er anset som stedet, hvor en tidlig udgave af det moderne menneske opstod, arkaiske Homo sapiens, i tidlig mellempalæolitisk tid. Homo sapiens idaltu, fundet ved det arkæologiske sted, som kaldes for Mellem-Awash i Etiopien, levede for omkring 160 000 år siden. I Afar har man også fundet levninger fra mennesker, som man mener er fra omkring 7.000 f.Kr. Levningerne viser, at der blev drevet en form for primitiv jordbrug på dette tidspunkt.

## Bronzealderens kontakt med Egypten
De tidligste nedtegnelser om Etiopien blev gjort i oldtidens Egypten i løbet af det gamle rige. Egyptiske handelsmænd omtalte fra omkring 3.000 f.Kr. landet syd for Nubien eller Kush som Punt og Yam. Oldtidens egyptere var i besiddelse af myrra, fundet i Punt, så tidlig som første eller andre dynasti, hvilket er tolket som indikationer på, at handel mellem de to lande eksisterede allerede fra begyndelsen af oldtidens Egyptens eksistens. Det menes, at denne tidlige handel kunne være sket over land langs Nilen og dens bifloder, det vil sige Den Blå Nil og Atbara. Den græske historiker og geograf Agatharchides havde dokumenteret søfart hos de tidlige egyptere: "I løbet af den velstående periode under det gamle rige, mellem 30. og 25. århundrede f.Kr. blev flodruterne holdt i orden, og egyptiske skibe sejlede langs Det Røde Hav så langt som til myrra-landet."
Den første kendte rejse med skib til Punt skete på 2600-tallet f.Kr. under styret under farao Sahura. Den mest berømte ekspedition til Punt skete imidlertid under styret under dronning Hatshepsut, antagelig en gang rundt 1495 f.Kr., da ekspeditionen blev nedtegnet i detaljerede relieffer på templet i Deir el-Bahri ved Theben. Inskriptionerne viser en handelsgruppe, som fragter myrratræer, sække med myrra, stødtænder fra elefant, røgelse, guld, flere fragmenterede trævarer, og eksotiske dyr. Detaljeret information om disse to nationer er sparsommelig, og der er mange teorier om deres steder og det etniske forholdet mellem folkene. Egypterne kaldte tidvis landet Punt for Ta-Netjeru, i betydningen "Gudernes land", og betragtede det som disses oprindelse.
Encyclopedia Britannica fra 1911 hævdede, at forbindelsen mellem Egypten og Etiopien i det mindste så tidligt som 22. dynasti var meget nært, og ved begyndelsen af styret under Pije, farao ved 25. dynasti, var de to landene tidvis styret af samme hersker. Hovedstaden for disse to dynastier lå imidlertid nord for det moderne Sudan, i Napata. Denne by, som ligger i dagens Sudan, var hovedstaden i oldtidens etiopiske rige, blev erobret af farao Amenhotep II. Under det 21. dynasti grundlagde flygtende præster for guden Amon, ætlinger af ypperstepræsten Herhor, en selvstændig præstestat i Napata. Under det 23. dynasti begyndte riget at udvide sit område nord over, og med 25. dynasti overtog det Egyptens trone. Det etiopiske rige blev nu opkaldt efter sin nye hovedstad Meroë og beholdt sin uafhængighed, da Egypten kom ind under persisk overherredømme, dog krævede Dareios I af Persien både tribut og soldater fra Etiopien. Præsterne i Napata var fortsat de mægtigste i staten, men til sidst lykkedes det kongerne i Meroë at frigøre sig fra dem. Kulturforbindelsen mellem Egypten og Etiopien blev da mindsket, og udviklingen forfaldt.
Bevis på kontakter med Naqada, et sted ved Nilen i det sydlige Egypten, omfattet obsidian (naturlig glas) fra både Etiopien og den ægæiske kultur.

## Antikken
I oldtiden blev begrebet Etiopien (græsk Αιθιοπία) i antikken benyttet hovedsagelig om øvre Nildalen syd for Egypten, det område, der senere er kendt som oldtidens kongedømme Kush, i dag en del af Nubien, og som på 300-tallet evt. blev angrebet af Aksum, som ligger nord i dagens Etiopien på højlandet ikke langt fra Det Røde Hav. Omtaler af kongedømmet Aksum som "Etiopien" går så langt tilbage i tid som til første halvdel af 300-tallet evt. efter som inskriptioner af Ezana Habashat (kilden for "Abyssinien") i ge'ez, et sydarabisk alfabet, og blev oversat til græsk som "Æthiopien".
I 700- og 600-tallet f.v.t. eksisterede der et kongedømme kaldet Da'amot i Eritrea og det nordlige Etiopien. Kundskaber om dette rige er sparsomme, da der kun er fundet få inskriptioner og få arkæologiske undersøgelser er blevet gjort. Det er derfor uklart, om Da'amot gik under med fremvæksten af Aksum eller udviklede sig til Aksum eller var en af småstaterne, som forenedes med Aksum.
Kongedømmet Aksum opstod i 100-tallet f.v.t. på ruinerne af Kush i det, som i dag er det nordlige Etiopien og Eritrea. I 300-tallet evt. synes det som om, at det havde nået sit højdepunkt, da dets områder strakte sig fra sydlige Etiopien og til nordlige Sudan, og omfattede hvad, der tilhørte Nubien, hele Eritrea og nordlige Etiopien samt sydvestlige Arabien fra sydvestlige Saudi-Arabien til vestlige del af Yemen. Riget havde gode forbindelser med Arabien og Indien, desuden med romerne og blev påvirket af græsk kultur. Kongerne i Aksum lod præge guldmønter med græske inskriptioner.
En etiopisk dronning, som den græske historiker Strabo kaldte for Kandake, forsøgte på kejser Augustus' tid, 23 f.v.t., at erobre Egypten fra romerne men blev besejret, og den romerske hærfører Petronius ødelagde der efter 22 f.v.t. den gamle by Napata i Kush. Under romersk overherredømme frem til Diokletians tid styrede Etiopien over såvel Napata som Aksum, men sidstnævnte var mest velstående.
Det sagnomspundne oldtidsrige Saba er nævnt i Det gamle testamente, og selv om nogen forskere mener, at det kan have ligget i Etiopien, er det oftest placeret i Yemen. I henhold til etiopiske legender, bedst repræsenteret i Kebra Negest, blev dronningen af Saba lokket af kong Salomon af oldtidens Israel til at gå i seng med ham, hvilket resulterede i et barn kaldet Ebn Melek, som senere blev kejser Menelik 1. af Etiopien. I henhold til legenden rejste Menelik tilbage til Israel som voksen for at møde sin fader. Salomon sendte med ham sønnen af ypperstepræsten Zadok for at fragte en efterligning af Pagtens ark, beskrevet i Bibelen som et stort guldskrin. På rejsen tilbage til Etiopien i følge med en del israelitiske præster opdagede han, at Zadoks søn havde stjålet den ægte ark. Det er blevet hævdet, at den ægte ark fortsat er opbevaret ved kirken dedikeret til jomfru Maria i Aksum. Traditionen, som hævder, at den bibelske dronning af Saba var en hersker af Etiopien, som besøgte Jerusalem, bliver støttet af den jødiske historiker Josefus i 100-tallet evt. Han identificerede Salomons besøgende som en dronning af Egypten og Etiopien.
Etiopien er nævnt flere gange i Bibelen. Et eksempel på dette er fortællingen om den etiopiske eunuk i Apostlenes gerninger 8:27-28: "Filip gjorde sig i stand og drog af sted. Han fik se en etiopisk hofmand, en høj embedsmand som havde tilsyn med skatkammeret hos Kandake, dronningen i Etiopien. Han havde været i Jerusalem for at tilbede. Nu var han på vej hjem og sad i sin vogn og læste fra profeten Jesaja." Teksten fortsætter med at fortælle hvordan, Filip hjalp etiopieren at forstå et afsnit af Jesaja som han læste. Efter, at etiopieren havde fået forklaringen og forstået, at Jesus var "Guds Søn", lod han Filip døbe sig. Dronning Gersamot Hendeke 7., et navn som har en vis lighed med "Kandake", var dronning af Etiopien fra år 42 til 52. Den etiopiske ortodokse kirke blev grundlagt af munke fra Syrien.
Frumentius kom fra Tyr i Libanon og sammen med Aedesius missionerede de for kristendommen i Etiopien en gang efter 330 e.v.t. Frumentius blev viet til biskop i Etiopien i 341 af patriarken i Alexandria, Athanasius. Frumentius' organisering af den kristne kirke blev videreført af egyptiske munke, monofysitter, i løbet af 400- og 500-tallet. En gang omkring 500 gik kongerne i Aksum over til kristendommen. Det er to indskrifter i Aksum, der blev forfattet med etiopisk skrift på sproget ge'ez. Begge værker synes at tilhøre samme konge, men den ene er indhugget før han lod sig kristne, og den anden fra efter at han var blevet kristen. I løbet af middelalderen angreb muslimer fra riget Adal sydøst for Aksum og gjorde store ødelæggelser. Til sidst, i 1535, blev Aksum helt ødelagt af sultanen i Adal. En del af de gamle kirker er i nyere tid blevet restaurerede.

## Kongedømmet Aksum
Det første kendte kongedømme, som eftertiden har kundskab om og som steg til magt i Etiopien, var Aksum i 100-tallet f.Kr. Det var et af mange kongedømmer efter Da'amot og formåede at forene stammerne på højlandsplateauet i nordlige Etiopien. Der efter ekspanderede det sydover. Den persiske religionsleder Mani omtaler Aksum sammen med Romerriget, Persien og Kina som det ene af fire store statsmagter på hans tid.
Oprindelsen til Aksum er uklar, men forskere har foreslået flere teorier. Selv hvem, som skal anses som den første konge, er omdiskuteret. Forskeren C. Conti Rossini har foreslået Zoskales fra rundt år 100 e.Kr., som blev nævnt i det græske værk Periplus Maris Erythraei ("Rundrejse i Det Røde Hav") kan være identisk med en Za Haqle, som er nævnt i en etiopisk kongeliste.
Ifølge Periplus holdt Zoskales, ved siden af at herske i Aksum, også to havne i Det Røde Hav: Adulis (nær Massawa) og Avalites (Assab). Han skal også ha vært kendt med græsk litteratur:
"Disse steder, fra kalvespiserne til det andet berberland, bliver styret af Zoskales som er gnien i sin væremåde og stræber altid efter mere, men ellers retfærdig og kendt med græsk litteratur."
Periplus Maris Erythraei, kapitel 5.
Rossinis syn er blevet omfavnet af senere historikere som blandt andet Yuri M. Kobishchanov og Sergew Hable Sellasie. G. W. B. Huntingford har argumenteret for, at Zoskales var kun en småkonge med en autoritet som var begrænset til havnebyen Adulis, og at Rossinis identificering ikke kan bekræftes.
Inskriptioner, som er blevet fundet i sydlige Arabien, har fejret militære sejre over en GDRT, beskrevet som "nagashi af Habashat [= Abyssinien] og af Aksum". Andre daterede inskriptioner er blevet benyttet for at afgøre den historiske virkeperiode for GDRT (tolket som repræsentant for et ge'ez-navn som Gadarat, Gedur, Gadurat eller Gedara) til en gang omkring begyndelsen af 200-tallet e.Kr. Et bronzesepter eller embedsstav er blevet fundet ved Atsbi Dera med en inskription nævner "GDR af Aksum". Mønter, som viser kongelige portrætter, begyndte at blive præget under kong Endubis mod slutningen af 200-tallet.
Kristendommen blev som omtalt indført til landet af Frumentius en gang omkring 330. Frumentius konverterede kong Ezana af Aksum som har efterladt sig flere inskriptioner som har givet detaljer om hans styre både før og efter hans konvertering. En inskription som er fundet i Aksum hævder at han erobret nationen til bogoene, og senere drog tilbage for at takke sin "fader", krigsguden Mars, for sejren. Senere inskriptioner har vist Ezanas voksende tilknytning for kristendommen, og Ezanas mønter vidner om dette da deres formgivning byttet ud disken og halvmånen med et kors.
Ekspeditioner gjort af Ezana ind i kongedømmet Kush ved Meroë i Sudan kan ha påført stedets nedgang, skønt det er også bevis for at dette kongedømme allerede var i en periode med nedgang. Som et resultat af Ezanas ekspansioner grænsede Aksums rige mod den romerske provins Egypten. Graden af Ezanas kontrol over Yemen er uklar. Selv om der er få beviser som støtter Aksums kontrol over regionen på denne tid, er hans titel, som inkluderede Saba og Salhen, Himyar og Dhu-Raydan (steder i dagens Yemen), sammen med guldmønter fra Aksum med inskriptionen "konge af Habshat" eller "Habashite", indikerer at Aksum kan have haft en del lovmæssig eller faktisk brohoved i dette område.
Fra de sparsommelige beviser som er tilgængelige synes det som om den nye religion i begyndelsen havde liden fremgang. Mod slutningen af 400-tallet synes det som at et stort antal munke, kendt som "Nilhelgenerne", fra Middelhavslandene etablerede sig i landet. Efter den tid har klostervæsenet været en magtfaktor i det etiopiske folk og ikke uden indflydelse på de senere historiske hændelser.
Kongedømmet Aksum er nedtegnet på ny som at kontrollere dele – om ikke faktisk hele – Yemen på 500-tallet. En gang omkring 523 kom Himyarkongen Dhu Nuwas til magten i Yemen og som konvertit til jødedommen tilkendegav han, at han ville dræbe alle kristne. Han angreb Aksums garnison ved Zafar, og brændte byens kirker. Han angreb den kristne fæstning ved Najran og dræbte alle kristne, som ikke ville konvertere. Kejser Justinus 1. af Østromerske rige bad sin medkristne kollega, kong Kaleb af Aksum, om hjælp til at bekæmpe den aggressive konge i Yemen. En gang omkring år 525 invaderede og besejrede kong Kaleb herskeren i Yemen. Der efter udpegede han sin kristne undersåt Sumuafa' Ashawa' som sin vicekonge i området. Dateringen til 525 er imidlertid forsøgsvis på grundlag af, at herskeren i Yemen døde dette år, og måske ved Kalebs vicekonge.
Den østromerske historiker Procopius har nedtegnet i Historier 1.20 at efter henved fem år slog Aksums kristne vicekonge i Yemen, Abraha, sig op som "konge af Saba" (Yemen). Til trods for flere forsøg på angreb over Det Røde Hav formåede Kaleb ikke at afsætte Abraha og måtte tilpasse sig den nye situation. Dette var den sidste gang, at etiopiske hære forlod Afrika før ind i 1900-tallet da flere enheder deltog i Koreakrigen. Til sidst abdikerede Kaleb til fordel for sin søn Wa'zeb og trak sig tilbage til et kloster hvor han døde af alderdom. Abraha indgik senere fredsaftaler med Kalebs efterfølger og anerkendte hans overherredømme. Til trods for denne tilbagegang var kongedømmet Aksum under Ezana og Kaleb på højden af sin magt, havde stor handel som strakte sig så langt som til Indien og Sri Lanka, og var i fast kommunikation med Østromerske rige.
Detaljer om kongedømmet Aksum, om en aldrig i mængder, blev endnu mere sparsommelige efter dette tidspunkt. Den sidste kendte konge, som prægede mønter, var Armah, hvis mønter havde henvisninger til den persiske erobring af Jerusalem i år 614. En tidlig muslimsk tradition hævder, at en "Ashama ibn Abjar" var negus (konge) i Aksum og tilbød i år 615 asyl til en gruppe muslimer, som flygtede fra forfølgelse i løbet af Muhammeds liv. Historikeren Stuart Munro-Hay mener, at Aksum var blevet forladt som hovedstad på dette tidspunkt, – skønt Kobishchanov har udtalt, at etiopiske pirater hærgede i Det Røde Hav og lurede uden for arabiske havne så sent som i 702.
Slutningen på kongedømmet Aksum er lige så dunkel som dets begyndelse. I manglen på en detaljeret historie er det antaget, at kongedømmet gik under ved en eller flere faktorer som en vedvarende tørke, overgræsning, afskovning, pest, en ændring i handelsruter som reducerede vigtigheden af Det Røde Hav. Munro-Hay har citeret den muslimske historiker Abu Ja'far al-Khwarazmi/Kharazmi, som skrev før 833, som hævdede at hovedstaden i "kongedømmet Habash" var "Jarma". Hvis ikke "Jarma" er et annet navn for Aksum (hypotetisk fra Ge'ez girma, "bemærkelsesværdig, agtet"), var hovedstaden flyttet fra Aksum til et nyt sted som endnu ikke er opdaget.

## Etiopiens mørke århundreder
En gang omkring år 1000, antagelig ca. 960 hærgede en ikke-kristen prinsesse ved navn Yodit (tigrinja for navnet Judit, også kaldet "Gudit", et ordspil i betydning "ond") i området. Hun sørgede for at dræbe alle medlemmer af den kongelige familie og etablerede sig selv som monark. I henhold til legenden blev et barn, arvingen til Aksum, skjult for henrettelserne og taget med til Shewa af trofaste tilhængere, hvor hans autoritet blev anerkendt, mens Yodit herskede i 40 år over resten af kongedømmet og overførte der efter kronen til sine efterkommere. Ved et tidspunkt i løbet af det næste århundrede blev den sidste af Yodits efterkommere væltet af en herre fra Agawfolket ved navn Mara Takla Haymanot. Han grundlagde Zagwe-dynastiet og giftede sig med en kvindelig efterkommer af de gamle monarker i Aksum. Højdepunktet for dette dynasti var styret under Gebre Mesqel Lalibela. Under hans tid på 1200-tallet blev de store stenkirker i Lalibela hugget ud.
I løbet af 1000-tallet var der flere stridigheder hvor en del som synes at bekende sig til jødedommen formåede at få ledelsen og holdt på den frem til 1268.

### Det etiopiske rige
En gang omkring 1270 blev et nyt dynasti etableret på højlandet i Abessinien under Yekuno Amlak som afsatte den sidste af kongerne fra Zagwe-dynastiet og giftede sig med en af deres døtre. I henhold til legenden nedstammede denne kongeslægt fra mandlige efterkommere af de tidligere monarker I Aksum, og som i dag er anerkendt som fortsættelsen af salomoske dynasti, det kongedømme som således genindførte det bibelske kongehus.
Under dette dynasti var de vigtigste provinser den nordlige del af Tigray, centrale Amhara og sydlige Shewa. Regeringens sæde, eller heller overherredømme, havde plejet at være i Amhara eller Shewa, og hvor herskerne, som plejede at titulere sig selv som nəgusä nägäst, krævede skat fra andre provinser. Titlen nəgusä nägäst var i en betydelig grad baseret på deres påståede direkte nedstamning fra Salomon og dronningen af Saba. Grunden til deres succes havde mere at gøre med deres militære magt end med renheden i deres afstamning.

### Portugisisk indflydelse
I slutningen af 1400-tallet kom portugisiske missionærer til Etiopien. I Europa var der opstået en forestilling om eksistensen af et kristent kongedømme i det fjerne Østen, og hvor deres monark var kendt som "Præstekongen Johannes". Flere ekspeditioner blev sendt ud i søgen efter dette kongedømme. Blandt andre, som var engageret i den søgning, var Pêro da Covilhã, en udforsker og diplomat fra Portugal, som kom til Etiopien i 1490, og i den tro, at han var kommet til det berømte kongedømme, præsenterede for nəgusä nägäst i landet et brev fra sin herre, kongen af Portugal, adresseret til "Præstekongen Johannes".
Pêro da Covilhã forblev i landet, men i 1507 blev en mand ved navn Mateus af armensk oprindelse sendt af kejseren til kongen af Portugal med anmodning om hjælp mod de angribende muslimer. I 1520 gik en portugisisk flåde med Mateus ombord ind i Det Røde Hav som følge af denne anmodning. En gruppe diplomater fra flåden besøgte kejseren, Lebna Dengel, og blev i Etiopien i omkring seks år. En af diplomaterne var fader Francisco Álvares, som skrev en af de tidligste og ikke mindst den mest interessante redegørelse om landet Etiopien. Den hed Verdadeira Informação das Terras do Preste João das Indias ("En sand redegørelse om landene hørende under Præstekongen Johannes over inderne»), udgivet i 1540.
Portugals kontakt med Abessinien eller Etiopien på 1500-tallet fik paven i Rom på tanken at vinde landet for den katolske kirke. Portugisere og jesuitterordenen fik i anden halvdel af 1500-tallet stadig større indflydelse i landet. I 1623 konverterede kongehuset til den katolske lære, og landet blev da religiøst styret fra Rom. Befolkningen og det koptiske præsteskab hold dog fast ved den ortodokse (rettroende) kristne religion, hvilket førte til langvarige stridigheder og overgreb, som ikke sluttede før, de katolske præster blev drevet ud eller dræbt i 1632. Efter denne tid kom der en vis fred og ro, men folkets og præsternes forfald tiltog, og fra midten af 1700-tallet rådede der en stor forvirring.

### Etiopien–Adal-krigen
Mellem 1523 og 1540 blev Etiopien angrebet af muslimske hære under imam Ahmad ibn Ibrihim al-Ghazi fra lavlandet i sydøst. Imamen væltede kongedømmet og tvang kejseren til at søge tilflugt i bjergene. I denne ekstreme tid blev Johannes Bermudez, en underordnet medlem af ekspeditionen i 1520, og som var forblevet i Etiopien siden, blevet i henhold til hans egen (ikke altid troværdige) vidnesbyrd ordineret til abuna, det vil sige ærkebiskop, og der efter sendt til Lisboa. Hans akkreditiver er ikke kendt.
I 1529 besejrede imam Ahmad en større etiopisk hær. Sejren blev kostbar men viste, at muslimernes hær kunne modstå en talmæssigt større, men langt mere gammeldags etiopisk hær. I 1531 førte flere sejre under imam Ahmad til, at muslimerne fik overtaget i krigen. Den første var slaget ved Antukyah, hvor kanonild ved begyndelsen af slaget skabte panik blandt de etiopiske soldater. Den anden kom den 28. oktober i slaget ved Amba Sel, hvor imamens tropper besejrede og splittede den etiopiske hær og fik fat i dele af de etiopiske regalier. Disse sejre gjorde, at muslimerne kunne trænge ind i de etiopiske højlande, hvor de ødelagde mange kirker, blandt andre Atronsa Maryam, hvor levnene efter flere etiopiske kejsere var. Landet blev plyndret af muslimerne, som hærgede og ødelagde flere kristne monumenter. Dawit 2. døde i 1540, og hans efterfølger blev taget til fange af muslimerne. Kejserinden kunne ikke gøre noget, efter som hun var belejret i hovedstaden.
Som svar på budskabet til Bermudez blev en portugisisk flåde under kommando af ledelse af Estêvão da Gama, søn af Vasco da Gama, sendt fra Indien og nåede frem til Massawa i februar 1541. Her mødte han et sendebud fra kejseren, som bad om hjælp mod de muslimske overgreb, og i juli marcherede en styrke på 400 musketérer under ledelse af Cristóvão da Gama, en yngre broder til admiralen, mod indlandet og fik hjælp af etiopiske soldater. De havde i begyndelsen en del fremgang mod fjenden men blev besejrede i slaget ved Wofla den 28. august 1542, hvor deres kommandant blev taget til fange og henrettet. Den 21. februar 1543 blev imidlertid imam Ahmad skudt og dræbt i slaget ved Wayna Daga, og hans soldater fuldstændigt udslettede. Efter dette opstod der stridigheder mellem kejseren og Bermudez, som var kommet tilbage til Etiopien sammen med Gama og nu krævede, at kejseren offentligt bekendtgjorde sin lydighed til Rom. Kejseren nægtede at gøre dette, og til sidst blev Bermudez presset til at forlade landet.
Muslimerne formåede næsten at udslette det gamle etiopiske kejserrige og at tvinge landets indbyggere til at konvertere til islam. At Portugal kom med i krigen bidrog til at forhindre dette. Begge parter blev udmattede af krigen, hvilket førte til folkegruppen oromoernes folkevandring nord over, til deres nuværende hjemland nord og vest for Addis Abeba.
Jesuitterne, som var fulgt med Gamas ekspedition ind i Etiopien og havde opsat deres hovedkvarter ved Fremona i det nordlige Etiopien i nærheden af Adwa, blev enten undertrykte eller oversete, men ikke direkte udviste af de etiopiske myndigheder. I begyndelsen af 1600-tallet kom fader Pedro Páez til Fremona, en mand med store diplomatiske evner, og han fik efterhånden stor indflydelse ved kejserens hof og fik også kejseren til at gå over til sin egen tro. Páez ledede opførelsen af flere kirker, paladser og broer flere steder i landet og udførte meget nyttigt arbejde. Hans efterfølger Alfonso Mendez var af en anden, mindre diplomatisk støbning og formåede at fornærme både etiopiere og europæere. Da kejser Susenyos døde, og hans søn Fasilides overtog tronen i 1633, blev jesuitterne formelt udvist fra riget.

## Zemene Mesafint
Perioden 1755 til 1855 kaldes for Zemene Mesafint (zamana masāfint på samtidig amharisk), oversat som "Dommertiden" eller "Prinsernes tidsalder" efter Bibelens Dommerbogen, og var præget af isolation og konflikter mellem krigsherrer, og hvor kejseren havde beskeden virkelig magt, stort set alene over byen Gondar, og hvor både kulturen og samfundet i Etiopien stagnerede. Perioden var på den ene side en religiøs konflikt mellem indflyttende muslimer og den stedegne kristne befolkningen, og mellem de nationaliteter, som de repræsenterede. På den andre side var det en konflikt med feudale landherrer om magt over den centrale regering.
En del historikere har set mordet på Iyasu 1. af Etiopien i 1706 som begyndelsen på den påfølgende tilbagegang og som begyndelsen på Zemene Mesafint. Adelen fremmede egne kejsere, og gjorde indgreb i arverækkefølgen for kejserdynastiet. Efter, at kejser Tewoflos døde i 1711 frygtede den etiopiske adel en bølge af hævn som havde karakteriseret styret under Tewoflos. Yostos blev valgt til ny negusa nagast ("konge af konger"), men hans tid blev også kort, og han døde i 1716. Iyasu 2. kom på tronen som barn i 1730. Hans moder, keiserinde Mentewab spillede en betydelig rolle i Iyasus styre, også i styret under hendes barnebarn Iyoas 1., og hun fik kronet sig selv som medregent i 1730 og blev den første kvinde, som blev kronet på denne måde i etiopisk historie. Hendes forsøg på at fortsætte med at holde sit greb om styret efter, at sønnen var død i 1755, førte hende i konflikt med Wubit (Welete Bersabe), sønnens enke, som mente, at det var hendes tur til at præsidere ved hoffet på vegne af hendes egen søn Iyoas. Konflikten mellem de to dronninger førte til, at Mentewab samlede sine slægtninge og deres soldater i Gondar for at støtte hende. Wubit samlede sine egne slægtninge og deres betydelige styrker fra Yejju.
Da Wubits søn Iyoas kom på tronen ved sin fars pludselige død, blev adelen i Gondar forskrækket over, at han hellere talte på oromo end amharisk og favoriserede moderens slægtninge frem for sin bedstemoders. Som voksen fortsatte han den samme politik: han udnævnte sin onkel til guvernør af provinsen Amhara, men den modstand, som dette førte til, fik ham til at ændre sig efter råd fra sin rådgiver Wolde Leul.
Det er antaget, at magtkampen mellem qwaranerne ledet af kejserinde Mentewab og oromoere fra Yejju ledet af kejserens moder Wubit holdt på at bryde ud i væbnet konflikt. Mikael Sehul, guvernør af provinsen Tigray, blev indkaldt for at mægle. Han kom, og smidig manøvrerede han sig på sidelinjen mellem dronningerne for at gøre krav på tronen selv. Han blev snart leder for den kristne, amhariske befolkning fra Tigray i kampen om magten. Da Iyoas i stigende grad favoriserede ledere fra oromoerne, som Fasil, blev forholdet til den mægtige Mikael Sehul vanskeliggjort. Til sidst afsatte han kejseren den 7. maj 1769, og en uge senere fik Mikael Sehul ham dræbt, skønt detaljerne er uklare. Resultatet var imidlertid klart: for første gang havde kejseren mistet tronen på en anden måde end ved naturlig død, død i krig eller ved frivillig abdikation. Problemet var, at Mikael Sehul underminerede kejserens magt, og fra dette tidspunkt og fremover lå magten mere åbent i hænderne på storadelen og de militære ledere. En del historikere mener, at dette tidspunkt udgør det historiske skel, som indledte Zemene Mesafint.
Ved Iyoas blev en aldrende og svagelig onkel indsat på tronen som kejser Yohannes 2., men Mikael Sehul fik også ham myrdet, og den mindreårige Tekle Haymanot 2. blev sat på tronen. Denne bitre konflikt bidrog til fjendtlighed mod udenlandske kristne og europæere generelt, som varede til ind i 1900-tallet og var en faktor i Etiopiens isolation frem til midten af 1800-tallet, da den første britiske delegation blev sendt i 1805 for at indgå en alliance med Etiopien og skaffe sig en havn i Det Røde Hav i tilfælde Frankrig erobrede Egypten. Briternes fremgang førte til, at Etiopien åbnede sig for andre rejsende, missionærer og handelsmænd fra andre lande, og en strøm af europæere fortsatte godt ind i tiden for styret under Tewodros 2.
Denne isolering blev fragmenteret af meget få europæiske rejsende. En af de få var den franske læge C. J. Poncet, som drog til landet i 1698 via sultanatet Sennar og Den blå Nil. Efter ham kom den skotske opdagelsesrejsende James Bruce i 1769 med det formål at finde Nilens kilde, som han var overbevist om lå i Etiopien. Han forlod Massawa i september 1769 og rejste via Akusm til Gondar, hvor han blev godt modtaget af kejser Tekle Haymanot 2. Han rejste med kongen på krigslignende ekspedition rundt indsøen Tana, rejste syd over langs den østlige kyst, krydsede Den blå Nil ved bifloden Abay og drog tilbage via den vestlige kyst. Bruce rejste der efter tilbage til Egypten ved slutningen af 1882 via øvre Atbara gennem Sennar, Nilen, og Korosko-ørkenen.
I løbet af 1700-tallet var de betydeligste etiopiske herskere Dawit 3., død 18. maj 1721; adelsmanden Amha Iyasus fra Shewa konsoliderede kongedømmet og grundlagde Ankober; og Tekle Giyorgis fra Amhara. Sidstnævnte er berømt for at være blevet ophøjet til tronen hele seks gange og også afsat seks gange. De første år af 1800-tallet blev forstyrrede af aggressive krigstogter mellem ras (guvernør) Gugsa af Begemder, og ras Wolde Selassie, som begge kæmpede om magten over kejser Egwale Seyon, en ren galionsfigur. Wolde Selassie gik sejrende ud af striden og herskede praktisk talt over hele landet frem til sin død i 1816 i en alder af 80 år. Adelsmanden Sabagadis fra Agame efterfulgte Wolde Selassie i 1817 med væbnet magt for at blive krigsherre af Tigre.

## 1800–1945

### Genoprettelsen af kejsermagten
Under kejserne Tewodros 2. (1855–1868), Yohannes 4. (1872–1889), og Menelek 2. (1889–1913) kom kejserdømmet ud af isolationen. Under kejser Yohannes 4. kom perioden til sin ende.
Kejser Tewodros (eller Theodore) 2. blev født som Lij Kassa i Qwara i 1818. Hans fader var en lille lokal høvding, og hans slægtning, muligvis en onkel, var Dejazmach Kinfu, guvernør af provinserne Dembiya, Qwara og Chelga mellem Tanasøen og den nordvestlige grænse. Kassa mistede sin arv, da Kinfu døde, mens han endnu var en knægt. Efter at have modtaget den traditionelle uddannelse ved et lokal kloster drog han afsted og blev efterhånden leder for en bande med banditter, som hærgede rundt omkring i distrikterne. Hans rygte blev spredt, og han fik stadig flere tilhængere, indtil han til sidst ledet en mindre hær. Den regerende regent var ras Ali og hans moder, kejserinde Menen Liben Amede, hustru til liksomkejseren Yohannes 3., blev opmærksom på ham, og for at binde ham til sig, sørgede de for, at Kinfu blev gift med Alis datter. Han vendte der efter sin opmærksomhed mod erobringen af de tilbageværende provinser, Gojjam, Tigray og Shewa, men forholdet til svigerfaderen og kejserinden forværret hurtigt. Snart var han i krig med dem, og var fremgangsrig.
Den 11. februar 1855 afsatte til sidst Kassa den sidste af liksomkejserne, og blev selv kronet som negusa nagast af Etiopien under navnet Tewodros 2. Han gik snart mod Shewa med en stor hær. Lederen af adelen modsatte sig ham med deres konge, Haile Melekot, en efterkommer af meridazmach (general) Asfa Wossen. Familiestridigheder brød ud blandt shewanerne, og efter et desperat og forgæves angreb på Tewodros ved Dabra Berhan døde Haile Melekot af sygdom, og udpegede sin elleve år gamle søn som sin efterfølger med sine sidste ord i november 1855 under navnet Sahle Maryam (den fremtidige kejser Menelik 2.).
Darge, Haile Melekots broder, og Ato Bezabih, adelige fra Shewa, tog ansvaret for den unge prins, men efter hårde stridigheder med Angeda blev shewanerne tvunget til at overgive sig. Sahle Maryam blev overgivet til kejseren, ført til Gondar, og der sat i Tewodros’ tjeneste og derefter placeret i komfortabel forvaring i fæstningen i Magdala. I tiden efter hengav Tewodoros sig til modernisering og centralisering af Etiopiens lovmæssige og administrative strukturer, igen med modstand fra sine guvernører. Sahle Maryam fra Shewa blev gift med Tewodros 2.s datter Alitash.
I 1865 rømte Sahle Maryam fra både Maqdala og sin hustru, og kom frem til Shewa. Her blev han udråbt som negus. Tewodros forfalskede en alliance mellem Etiopien og Storbritannien, men begik selvmord efter et militært nederlag mod briterne. Ved Tewodros' død blev mange shewanere, blandt andre ras Darge, løsladte og den unge negus af Shewa begyndte at føle sig stærk nok, efter nogen få indledende kampagner, til angribe de nordlige prinser. Men disse krige havde begrænset effekt, da ras Kassai af Tigray i 1872 havde opnået fuldstændig kontrol over de nordlige områder. Ved at proklamere sig selv som negusa nagast under navnet Yohannes 4. tvang han Sahle Maryam til at anerkende hans overherredømme.
Da kejser Tewodros døde i 1868, var der tre mænd, som stod frem i håb om blive den næste kejser: Wagshum Gobaze Gebre Medhen af Lasta; kong Menelik 2. af Shewa, og Dajazmach Kassa Mercha af Tigray. Wagshum Gobaze var hersker over Amhara, Wag, og Lasta. Da Tewodros blev dræbt, okkuperede Gobaze byen Gondor og kronet sig selv som kejser Tekle Giyorgis 2., men ingen tog hans kroning alvorlig. Den anden, Menelik, blev en betydelig faktor da han rømte fra Tewodros’ fangenskab i 1865. Efter, at han slap væk, blev han hersker over provinsen Shewa med støtte fra familie og venner. Men det var den tredje mand, den ene som ønskede titlen mindst, som blev den næste sande hersker af Etiopien.
Tidlig i 1868 forsøgte britiske styrker at få Tewodros til at overgive sig efter, at han nægtede at løslade britiske borgere, som sat i etiopiske fængsler. Briterne kom til kysten ved Massawa, og de kom til en enighed med Dajazmach Kassa, som lod briterne passere via Tigray i bytte for våben og penge. Briterne ønskede at gå mod Magdala som Tewodros havde gjort til sin hovedstad. Da briterne havde udført hvad de ønskede og på vej ud af landet belønnede de Kassa for hans samarbejde med artilleri, geværer og ammunition til en værdi af omkring 500.000 pund. Selv om Kassas hær var underlegen i antal, 12.000 mod kejserens 60.000 mænd, var hans hær udstyret med mere moderne våben og var bedre trænet. Ved slaget afslutning var op til 40 % af kejserens mænd taget til fange. Kejseren blev sat i fængsel og døde et år senere. Seks måneder senere, den 21. januar 1872, blev Kassa kejser under navnet Yohannes 4.

### Angreb fra europæiske kolonimagter
Etiopien er aldrig blevet koloniseret af europæiske magter, men flere kolonimagter havde interesser i området i løbet af den tidsepoke, som kaldes for Kapløbet om Afrika. Da Victoria, dronning af Storbritannien, i 1867 ikke svarede på et brev fra Tewodros 2. af Etiopien betragtede han det som en fornærmelse og fængslede flere britiske besøgende, herunder konsulen. En hær på 12.000 mand blev sendt fra Bombay i Indien til Etiopien for at redde de fængslede under ledelse af sir Robert Napier. Etiopierne blev besejrede og briterne stormede fæstningen Magdala (i dag kendt som Amba Mariam) den 13. april 1868. Da kejseren hørte, at porten var faldet, satte han en revolver for munden og skød sig selv. Robert Napier blev adlet for denne sejr og givet titlen "Lord Napier af Magdala".
Også italienerne kom til området. Asseb, en havn i nærheden af den sydlige indgang til Det Røde Hav var blevet købt fra den lokale sultan i marts 1870 af et italiensk selskab, og som, efter at yderligere landområder blev skaffet i 1879 og 1880, blev købt ud af den italienske regering i 1882. Samme år blev grev Pietro Antonelli sendt til Shewa med ordre om at forbedre koloniens økonomiske muligheder med aftaler med Sahle Maryam af Shewa og sultanen af Aussa.
I april 1888 kom italienske styrker på over 20.000 mand i kontakt med den etiopiske hær, men de forhandlinger, som skete før en mulig kamp, fik det resultat, at begge styrker trak sig tilbage. Italien efterlod omkring 5.000 mand i Eritrea, som senere blev en italiensk koloni.
I mellemtiden havde kejser Yohannes 4. været optaget med dervisjere, en muslimsk sekt, som i mellemtiden var blevet herrer af egyptisk Sudan, og i 1887 blev der udløst et stort slag ved Gallabat, hvor dervisjere under deres leder Zeki Tumal blev besejrede. Men et tilfældigt skud ramte kejseren, og etiopierne blev nødt til at trække sig tilbage. Kejseren døde i løbet af natten, og hans legeme faldt i hænderne på fjenden den 9. marts 1889. Da nyheden om Yohannes’ død nåede Sahle Maryam af Shewa proklamerede han sig selv som kejser under navnet Menelik 2. af Etiopien, og modtog underkastelse af Begemder, Gojjam, oromoerne i Yejju Oromo, og i Tigray.
Den 2. maj samme år underskrev kejser Menelik Wuchaletraktaten med italienerne, som gav dem en del af det nordlige Etiopien, det område som senere blev til Eritrea og dele af provinsen Tigray. Til gengæld fik han et løfte på 30.000 rifler, ammunition og kanoner. Italienerne gav besked til de andre europæiske statsmagter, at denne aftale gav dem protektorat over hele Etiopien. Menelik protesterede og viste til at den amhariske version af den samme aftale ikke nævnte noget af dette, men hans protester blev ignorerede. Det, at etiopierne nægtede at anerkende traktaten, førte til, at Italien invaderede landet i 1895 med en hær på over 20.000 soldater, og startede derved den første italiensk-abessinske krig. Italienere trak sig ud efter nederlaget i slaget ved Adwa (italiensk stavet: Adua) 1. marts 1896. Dette førte til, at Etiopien blev det eneste land i Afrika, som ikke blev kolonialiseret under kapløbet om Afrika, og et af to lande i verdensdelen, som formåede at beholde sin uafhængighed.
Menelik gav tilladelse til et fransk selskab i 1894 til at bygge en jernbane fra kysten af Djibouti (Fransk Somaliland) til det indre af Etiopien. Jernbanen blev fuldført til Dire Dawa, omtrent 45 km fra Harrar på den sidste dag af 1902.
Da Menelik 2. døde, blev han efterfulgt af sin sønnesøn, Lij Iyassu, men han mistede snart støtte på grund af hans tilknytning til islam. Han blev afsat i 1916 af den kristne adel, og Meneliks datter Zauditu (amharisk: Zawditu) blev gjort til kejserinde. Hennes fætter, ras Tafari Makonnen, blev gjort til regent og efterfølger til tronen.
Ved kejserinde Zauditu i 1930 overtog Tafari Makonnen tronen under navnet Haile Selassie (som betyder "Treenighedens beskytter"), og blev kronet som kejser Haile Selassie 1. af Etiopien. Hans fulde titel var "Hans kejserlige majestæt, kejser Haile Selassie 1., Judeas løve, Guds udvalgte, kongernes konge af Etiopien". Da Abba Jifar 2. af Jimma døde, greb kejser Selassie anledningen til at annektere Jimma i regionen Gibe i det sydvestlige Etiopien. I 1932 blev kongedømmet Jimma formelt absorberet i Etiopien, og i løbet af reorganiseringen af provinserne i 1942 forsvandt Jimma ind i provinsen Kaffa.

### Krigen med Italien og okkupation
Keiser Haile Selassies styre blev afbrudt i 1935, da italienske tropper invaderede og okkuperede Etiopien, under så kaldte anden italiensk-abessinske krig. Det fascistiske Italien under Benito Mussolini gik til angreb på Etiopien den 2. oktober 1935, okkuperede hovedstaden Addis Abeba den 5. maj de følgende år og annekterede formelt Etiopien den 9. maj 1936, efter blodige slag.
Italien havde et stort teknologisk overtag med blandt andet kampvogne og bombefly, som etiopierne helt manglede. Mange stater kritiserede Italien, som man mente havde krænket Etiopiens selvstændighed, og den internationale samarbejdsorganisation Folkeforbundet indledt sanktioner mod Italien. Krigen var præget af grusomheder. Etiopierne benyttede ekspanderende ammunition som påfører store indre skader, og som var forbudt i henhold til Haag-konventionen af 1899 i deklaration III. Italienerne benyttede krigsgas i omfattende udstrækning, særlig i de sidste måneder af krigen.
Haile Selassie blev tvunget til at flygte til Storbritannien, til trods for hans bøn til Folkeforbundet om intervention mod Italien. Italienerne på sin side krævede, at Folkeforbundet anerkendte annekteringen af Etiopien og Italiens koloniale krav på landet og dets folk. Alle medlemslandene, herunder kolonimagterne Storbritannien og Frankrig, anerkendte til sidst Italiens krav ved stemmeafgivning, kun Sovjetunionen stemte imod. Denne behandling - sammen med Mukdenhændelsen i 1931 - afslørede hvor ringe magt, Folkeforbundet havde, både til at stoppe Italien og til at beskytte Etiopien, til trods for, at begge lande var medlemmer af Folkeforbundet. Storbritannien blev til sidst tvunget til at anerkende italiensk overhøjhed i 1938. Den italienske sejr kom på et tidspunkt, da Benito Mussolinis internationale anerkendelse var på sit højeste i en periode, som blev kaldt "konsensussens tidsalder", hvor udenlandske ledere hyldede ham for hvad, han havde opnået indenlandsk.
Italien kunne iværksætte sin invasion uden indblanding fra andre lande, primært fordi Storbritannien og Frankrig ønskede at have Italien som allieret i tilfælde af krig mod Tyskland. Den 7. januar 1935 undertegnede Frankrig en aftale med Italien, som gav dem frie hænder i Afrika. Videre blev Italien i april medlem af Stresa-fronten, en aftale som skulle forstærke Locarno-traktaten og hindre videre tyske brud på Versailles-traktaten. I juni blev ikke-indblanding videre understreget som følge af uenigheden, som opstod mellem Storbritannien og Frankrig som følge af, at Storbritannien havde indgået Den tysk-britiske flådeaftale. Den sidste udenlandske allierede for Etiopien gik tabt, da den japanske ambassadør i Italien dr. Sugimura Yotaro den 16. juli 1935 forsikrede Mussolini om, at hans land ikke havde nogen politiske interesser i forhold til Etiopien og ville holde sig neutral i en eventuel konflikt mellem dem.
I 1937 erklærede Mussolini, at med hans erobring af Etiopien var "endelig Adua hævnet og at slaveriet blev forbudt i Etiopien af italiensk fascisme".
Mange etiopiere døde på grund af krigen med Italien. Kejseren hævdede, at mere end 275.000 etiopiere blev dræbte mod kun 1.537 italienere, mens italienske autoriteter har beregnet, at 16.000 etiopiere og 2.700} italienere (inkluderet italienske kolonitropper) døde i krigshandlingerne.
Kong Viktor Emmanuel 3. af Italien blev kronet til kejser af Etiopien, og italienerne oprettede et italiensk rige i Afrika, det så kaldte Italiensk Øst-Afrika, som bestod af Etiopien, Eritrea og Italiensk Somaliland.
I løbet af 1935-1940 oprettede italienerne mange infrastrukturer og veje i Etiopien, blandt andet "kejservejen" mellem Addis Abeba og Massawa, mellem Addis Abeba og Mogadishu, og Addis Abeba og Assab. Italienerne havde planer om at fragte omkring en halv million italienere ind for at kolonisere og udvikle det etiopiske plateau. I oktober 1939 var der 35.441 italienske kolonister i Etiopien, hvoraf 30.232 mandlige (85,3 %) og 5.209 kvindelige (14,7 %), de fleste i urbane områder, i henhold til statistik fra de italienske myndigheder.
Kun henved 3.200 italienske bønder flyttede ind for at kolonisere jordbrugsområderne. At ikke flere kom, havde sin årsag i truslen fra etiopisk guerilla, som i 1940 fortsat kontrollerede en fjerdedel af det etiopiske højland.
Italiens satte i gang store og kostbare infrastrukturprojekter, som udarmede italiensk økonomi, men reducerede samtidig arbejdsløsheden i landet. Der blev bygget 18.794 km med nye asfalterede veje, og i 1940 blev Addis Abeba tilknyttet et godt vejnet til Asmara og Mogadishu. Yderligere 900 km med jernbanelinjer blev bygget, damme og vandkraft blev udbygget, og mange offentlige og private selskaber blev etablerede i det underudviklede land. De vigtigste var: Compagnie per il cotone d'Etiopia (bomuldsindustri); Cementerie d'Etiopia (cementindustri); Compagnia etiopica mineraria (mineralindustri); Imprese elettriche d'Etiopia (elektriskindustri); Compagnia etiopica degli esplosivi (krigsudrutningsindustri); Trasporti automobilistici (Citao) (mekanisk og transportindustri). Det var også planer for den urbane udvikling af Addis Abeba, men disse blev stoppede af 2. verdenskrig.
I foråret 1941 blev italienerne besejrede under felttoget i Øst-Afrika af britiske og allierede styrker, støttet af etiopiske patrioter. Den 5. maj 1941 kunne kejser Haile Selassie rejse tilbage til Addis Abeba og genindtage kejsertronen. Italienerne gik, efter at deres sidste modstandsstilling ved Gondar faldt i november 1941, over til at bedrive guerillakrig i landet, hvilket varede frem til sommeren 1943.

## Det moderne Etiopien

### Efterkrigstiden
Efter 2. verdenskrig satte kejser Selassie flere tiltag i den hensigt at modernisere landet. Etiopiens første betydelige skole for højere uddannelse, Universitetet i Addis Abeba, blev grundlagt i 1950. Grundloven af 1931 blev erstattet af en ny i 1955. Den nye grundlov udvidede parlamentets myndighed. Mens kejseren knyttede tættere bånd til USA søgte han at bedre landets forhold til andre afrikanske nationer. I 1963 bidrog han til at grundlægge Organisationen for afrikansk enhed.
Efter det italienske nederlag annekterede Etiopien den tidligere italienske koloni Eritrea, blandt andet for at landet skulle få en kystlinje. I 1952 bestemte FN, at Eritrea skulle gå ind i en føderation med Etiopien.
Tidligt i 1970'erne var kejserens høje alder blevet et betydeligt problem for nationen. I henhold til Paul B. Henze: "De fleste etiopiere tænkte i henhold til personligheder, ikke ideologi, og grundet den gamle vane så man på kejseren som initiativtager til ændringer, kilden til status og privilegier, og opmand for krav om ressourcer og opmærksomhed hos stridende grupper." Etiopiere var bekymrede for deres fremtid ved hans forestående død. De var også bekymret for om kejserens efterfølgere kunne fortsætte moderniseringen og økonomisk udvikling. Imidlertid kan Henzes perspektiv bestrides, da kejseren ikke var den eneste kilde til ændring, og ofte blev hans syn udfordret af enten hans råd eller regionale ledere. Folket protesterede fortsat over hans flugt fra Etiopien i løbet af den italiensk krig i årene 1935-1936. Han blev også anklaget for den kostbare krig med oprørerne i Eritrea, efter som han afviste Eritreas føderale status og assimilerede landet med Etiopien i begyndelsen af 1960'erne. I 1961 begyndte Eritreas 30 år lange krig for uafhængighed. Det blev fulgt af kejserens opløsning af føderationen og nedlæggelsen af Eritreas parlament, og i 1962 erklærede kejseren Eritrea for Etiopiens 14. provins.
Disse anklager, hovedsagelig knyttet til Eritreas uafhængighed, blev roden til den voksende marxistiske bevægelse inden for Etiopiens "intelligentsia". I begyndelsen af 1970'erne modtog etiopiske kommunister støtte fra Sovjetunionen under Leonid Brezjnevs lederskab. Med denne støtte gjorde marxisterne et statskup ledet af Mengistu Haile Mariam, støttet af problemer knyttet til landreformer.
Regeringens svigt i betydelig økonomiske og politiske reformer i de forgående fjorten år — kombineret med øgende inflation, korruption, en sult og hungersnød som ramte flere provinser, særlig Welo og Tigray, og som blev skjult for verden uden for, og en voksende modvilje i urbane interessegrupper — var grundlaget for den etiopiske revolution af 1974. Uroen begyndte i januar i dette år, spredte sig der efter til den generelle befolkning i et udbrud af almen modvilje.

### Det socialistiske Etiopien
Efter en periode med uroligheder blev den aldrende kejser Haile Selassie fjernet fra sin position. Den 12. september 1974 greb et administrativt råd af soldater, kendt som Derg ("komiteen"), magten og installerede en regering som var socialistisk i navnet og militaristisk i sit væsen. Derg henrettede uden videre 59 medlemmer af den tidligere regering, herunder to tidligere statsministre og kronrådgivere, hofmedlemmer, ministre og generaler. Kejser Selassie døde den 22. august 1975. Han blev efter sigende kvalt i kælderen af sit palads.
Oberstløjtnant Mengistu Haile Mariam tog magten som statens overhoved og formand i Derg efter at have fået to af sine forgængere dræbt, foruden flere tusinder af andre mistænkte modstandere. Den nye marxistiske regering gennemførte socialistiske reformer, blandt andet nationalisering af privatejede jordejendomme og kirkens ejendomme. Før statskuppet var bøndernes levevis præget af kirkens lære: 280 dage i året var præget af religiøse fester eller helligdage. Mengistus diktatur var kendetegnet af et totalitært styre og massiv militær oprustning, finansieret af Sovjetunionen og østbloklandene, og med støtte fra Cuba. I december 1976 underskrev en etiopisk delegation i Moskva en militæraftale med Sovjet. I april året efter ophævede Etiopien sin aftale om militær støtte med USA og udviste alle amerikanske militære delegationer.
I juli 1977 angreb Somalia over Ogaden i det østlige Etiopien, efter at have opfattet, at der var forvirring og kaos i Etiopien, under begrundelsen af at støtte etniske somaliere i etiopiske områder, hvilket udløste Ogaden-krigen. De blev støttede i invasionen af den separatistiske oprørsbevægelse Den vestsomaliske befrielsesfront (WSLF). Etiopiske styrker blev drevet tilbage inden for deres egne grænser, men med støtte fra sovjetiske fly og cubanske soldater blev angrebet slået tilbage. Den sidste betydelige somaliske enheder forlod grænseområderne i Ogaden den 15. marts 1978. Tyve år senere er disse områder forblevet en del af Etiopien og er fortsat underudviklede og usikre.
Fra 1977 og frem til tidlig i 1978 blev tusinder af mistænkte fjender af Derg-regimet torturerede og/eller dræbte i en forfølgelse som er blevet kaldt for "rød terror". Kommunisme blev officiel politik i slutningen af 1970'erne og begyndelsen af 1980'erne. I 1984 blev Etiopiens arbejderparti (WPE) stiftet, og den 1. februar 1987 blev en ny grundlov i sovjetisk stil vedtaget og landet blev omdøbt til Folkets demokratiske republik Etiopien (senere Den føderale demokratiske republik Etiopien) den 10. september 1987, og Mengistu blev den første præsident.
Regimets sammenbrud blev fremskyndet ved hungersnød og tørke, som ramte omkring 8 millioner mennesker, efterlod sig 1 million døde, foruden også folkelige oprør, særlig i de nordlige områder i Tigray og Eritrea. Regimet gennemførte en brutal kampagne med tvangsflytning af folkegrupper og overføring af landområder til landsbykontrol på 1980-tallet. I 1989 slog Tigrayanske folkets befrielsesfront (TPLF) sig sammen med andre etniske oprørsgrupper for at danne Etiopiske folks revolutionære demokratiske front (EPRDF). I maj 1991 rykkede militære styrker fra EPRDF frem mod Addis Ababa. Mengistu flygtede fra landet og søgte asyl i Zimbabwe, hvor han fortsat bor.
Flere hundrede tusinder af mennesker blev dræbte som følge af den røde terror, tvangsflyttede, eller døde på grund af hungersnød og sult som våben. I 2006, efter en langvarig retssag, blev Mengistu, uden selv at være til stede, fundet skyldig i folkemord.

### Perioden efter Derg
Eritrea blev udskilt fra Etiopien efter, at Derg-styret faldt sammen i 1991 og efter en langvarig befrielseskrig.
I juli 1991 etablerede EPRDF, Oromoernes befrielsesfront (OLF), og andre grupper Etiopiens overgangsregering (TGU) som blev sammensat af 87 rådsrepræsentanter og ledet af en national koncession, som fungerede som en overgangsforfatning. I juni 1992 trak OLF sig fra regeringen. I marts 1993 forlod også medlemmer fra Sydlige Etiopiens folks demokratiske koalition også regeringen.
I 1994 blev en ny grundlov skrevet, som dannede en lovgivningsmagt med to kamre og et retssystem. Der blev foretaget valg i maj 1995, hvor Meles Zenawi blev valgt til statsminister og Negasso Gidada til præsident. På denne tid blev medlemmer af parlamentet også valgt. Etiopiens anden flerpartivalg blev holdt i maj 2000. Statsminister Meles blev igen valgt til denne position i oktober 2000. I oktober 2001 blev løjtnant Girma Wolde-Giorgis valgt til præsident.
I 1998 opstod der en grænsetvist mellem Etiopien og Eritrea, som førte til Den eritreansk-etiopiske krig og som resulterede i, at flere tusinde soldater fra begge sider blev dræbte. Mens krigen forværrede nationens økonomi, blev også regeringskoalitionen styrket. Grænsekrigen blev afsluttet i 2000 med en aftale, som blev kendt som Algeravtalen. Et af vilkårene i aftalen var etableringen af en fredsbevarende styrke fra FN, kendt som Forenede Nationers mission i Etiopien og Eritrea (UNMEE). Et andet vilkår var endelig afgrænsning af de omstridte grænseområder mellem de to lande. Efter en omfattende undersøgelse fastsatte en uafhængig FN-ledet kommission den endelige grænse i 2003, men beslutningen blev afvist af Etiopien. Per 2007 er spørgsmålet om grænserne fortsat uafklaret, men en forsøgsvis fred er fortsat opretholdt.
I 2005 under valgene i Etiopien kom der beskyldninger om uregelmæssigheder, som førte til, at Etiopiens folks revolutionære demokratiske front vandt, og der kom omfattende protester mod regeringen, hvor denne blev anklaget for at have massakreret civile.
Da Sovjetunionen faldt sammen og ophørte, og radikal islamisme voksede og spredte sig, søgte Etiopien igen til vestlige statsmagter for alliance og støtte. Efter terroristangrebet den 9. september begyndte den etiopiske hær at træne sammen med amerikanske militærbaser, såkaldte Combined Joint Task Force – Horn of Africa (CJTF-HOA), som blev etablerede i Djibouti. Etiopien tillod også USA at stationere militære rådgivere ved Camp Hurso.
I 2006 spredte Den islamistiske retsunion (ICU), en muslimsk organisation med forbindelse til al-Qaeda, sig hurtigt i Somalia. Etiopien sendte logistikstøtte til Somalias føderale overgangsregering for at bekæmpe islamisterne. Den 20. december 2006 udbrød der direkte kampe mellem UCU og den etiopiske hær. Da islamisterne ikke havde større styrker at stille op mod den etiopiske hær, trak de sig tilbage og blandede sig med den almindelige befolkning, og det meste af Somalia, som havde været besat af islamisterne, blev hurtigt erobret. I januar 2009 trak de etiopiske styrker sig ud af Somalia og efterlod kun en mindre styrke og en mindre styrke fra Somalias overgangsregering til at opretholde freden. Religiøse muslimske fundamentalister okkuperede øjeblikkelig den ene af de to tidligere etiopiske militærbaser i Mogadishu.